# Трейл, Эстер
Эстер Линч Трейл, урождённая Солсбери, в замужестве Пьоцци (англ. Hester Lynch Thrale, née Salusbury; 27 января 1741, Карнарвоншир — 2 мая 1821, Бристоль) — уэльская писательница. Известна своей многолетней дружбой и перепиской с Сэмюэлом Джонсоном.

## Биография
Эстер Линч Солсбери родилась в 1741 году в Уэльсе. К шестнадцати годам она свободно владела французским языком, писала на итальянском и немного знала испанский. В 1763 году Эстер, по настоянию матери, вышла замуж за богатого пивовара Гентри Трейла, поскольку ей было необходимо спасать семью от банкротства. Переехав в имение мужа, она начала вести дневники, ставшие её единственной отдушиной. В 1764 году родилась её первая дочь; затем у Эстер родятся ещё одиннадцать детей.
Жизнь Эстер коренным образом переменилась после того, как в 1765 году дом Трейлов посетили гости из Лондона, в том числе художник Джошуа Рейнольдс, композитор Чарльз Бёрни и литературный критик Сэмюэл Джонсон. Последний задержался в имении надолго и вскоре стал другом семьи. Джонсон произвёл особое впечатление на Эстер, которой было в то время было 23 года, и так началась их дружба, которая впоследствии длилась почти двадцать лет.
В 1781 году Генри Трейл умер, и Эстер стала состоятельной вдовой. О её отношениях с Джонсоном давно ходили слухи, поэтому общество ожидало, что они поженятся. Однако Эстер, влюбившись в учителя музыки своей дочери, Габриэля Пьоцци, итальянского певца и композитора, вышла за него замуж в 1784 году и отправилась с ним в Италию. Джонсон не одобрил этот брак, омрачивший последние месяцы его жизни.
Узнав о смерти Джонсона в 1784 году, Эстер Пьоцци составила и отослала в Англию экземпляр «Историй о покойном Сэмюэле Джонсоне за последние двадцать лет его жизни» (Anecdotes of the late Samuel Johnson, LL.D., during the last Twenty Years of his Life). Книга, представлявшая собой неформальную биографию Джонсона, имела успех, хоть и не могла соперничать с «официальной» биографией авторства Босуэлла. Затем, вернувшись в 1787 году в Англию, Эстер опубликовала два тома своей переписки с Джонсоном (Letters to and from the late Samuel Johnson, LL.D.). Многими критиками факт обнародования личной переписки был воспринят как оскорбление памяти Джонсона.
В 1789 году Эстер Пьоцци опубликовала свои «Наблюдения и размышления, сделанные во время путешествия по Франции, Италии и Германии» («Observations and Reflections Made in the Course of a Journey Through France, Italy and Germany»). В 1794 году вышла её работа лексикографического характера «British synonymy, or, An attempt at regulating the choice of words in familiar conversation»; в 1901 году — «Ретроспектива, или обзор самых удивительных и важных событий, характеров, ситуаций и их последствий, которые последние тысяча восемьсот лет явили человечеству» («Retrospection: or a Review of the most striking and important Events, Characters, Situations, and their Consequences which the last eighteen hundred years have presented to the Views of Mankind»). Поскольку многие из старых друзей отвернулись от Эстер, она окружила себя новыми, включая актрису Сару Сиддонс, и даже в преклонном возрасте неизменно оставалась в центре внимания и имела поклонников.
В 1809 году умер Габриэль Пьоцци. Самой Эстер не стало 2 мая 1821 года.